# Duomo di Berceto
Il duomo di San Moderanno, noto anche come duomo di Berceto, è un luogo di culto cattolico dalle forme romaniche situato in via Romea 1 a Berceto, in provincia e diocesi di Parma; è sede di una parrocchia compresa nella zona pastorale della Montagna.

## Storia
Il luogo di culto originario fu edificato in epoca altomedievale; la più antica testimonianza della sua esistenza risale ai primi anni dell'VIII secolo, quando sul luogo dell'odierno duomo sorgeva una piccola chiesa dedicata a sant'Abbondio.
Nel 718 il vescovo di Rennes Moderanno partì in pellegrinaggio verso Roma; lungo il suo cammino passò per la città di Reims, ove erano conservate le spoglie di san Remigio, e ne acquistò alcune reliquie. Secondo la tradizione, percorrendo la via di Monte Bardone, che collegava Parma con la Lunigiana consentendo ai pellegrini un passaggio attraverso la catena appenninica, giunse nei pressi del passo della Cisa e vi si fermò per riposarsi, appendendo a una pianta le reliquie, che dimenticò alla ripresa del cammino; non appena se ne accorse, ritornò sui suoi passi, ma, dopo aver ritrovato l'albero a cui si era appoggiato, nonostante numerosi sforzi non riuscì a raggiungere il ramo su cui aveva attaccato il suo prezioso carico, cresciuto prodigiosamente; la pianta si riabbassò solo quando il vescovo promise di lasciare le reliquie a Berceto.
L'anno seguente il re dei Longobardi Liutprando fondò in prossimità dell'antico tempio un monastero, dedicandolo a san Remigio e nominandone priore Moderanno, ivi rientrato dopo aver raggiunto Roma e in seguito a un ultimo viaggio nella sua città natale. Il piccolo luogo di culto fu quindi elevato a chiesa dell'abbazia e nell'879 fu assegnato in commenda al vescovo di Parma Guibodo.
Nel 1007 il monastero fu chiuso, mentre la chiesa, da allora dedicata a san Moderanno, fu innalzata a pieve, dipendente direttamente dal vescovo di Parma Sigefredo II.
Verso la fine del XII secolo l'antico luogo di culto longobardo fu completamente ricostruito in forme romaniche su un impianto a croce latina, con tre navate terminanti in altrettante absidi a est.
Tra il 1480 e il 1502 la pieve fu sottoposta a importanti lavori di ristrutturazione, per volere del conte di Berceto Bertrando de' Rossi; in tale occasione furono riedificati i pilastri, furono sostituiti gli archi, fu eliminata una campata, fu ricostruita l'abside principale in forma squadrata e furono sopraelevate le navate laterali e le cappelle.
Tra il 1845 e il 1856, a causa di un cedimento del terreno, la facciata, a eccezione del portale, fu riedificata in forme romaniche su progetto dell'architetto Giuseppe Rizzardi Polini; i lavori di ricostruzione riguardarono anche la parte superiore del campanile.
Nel 1971 la chiesa fu sottoposta a lavori di consolidamento e restauro conservativo.

## Descrizione

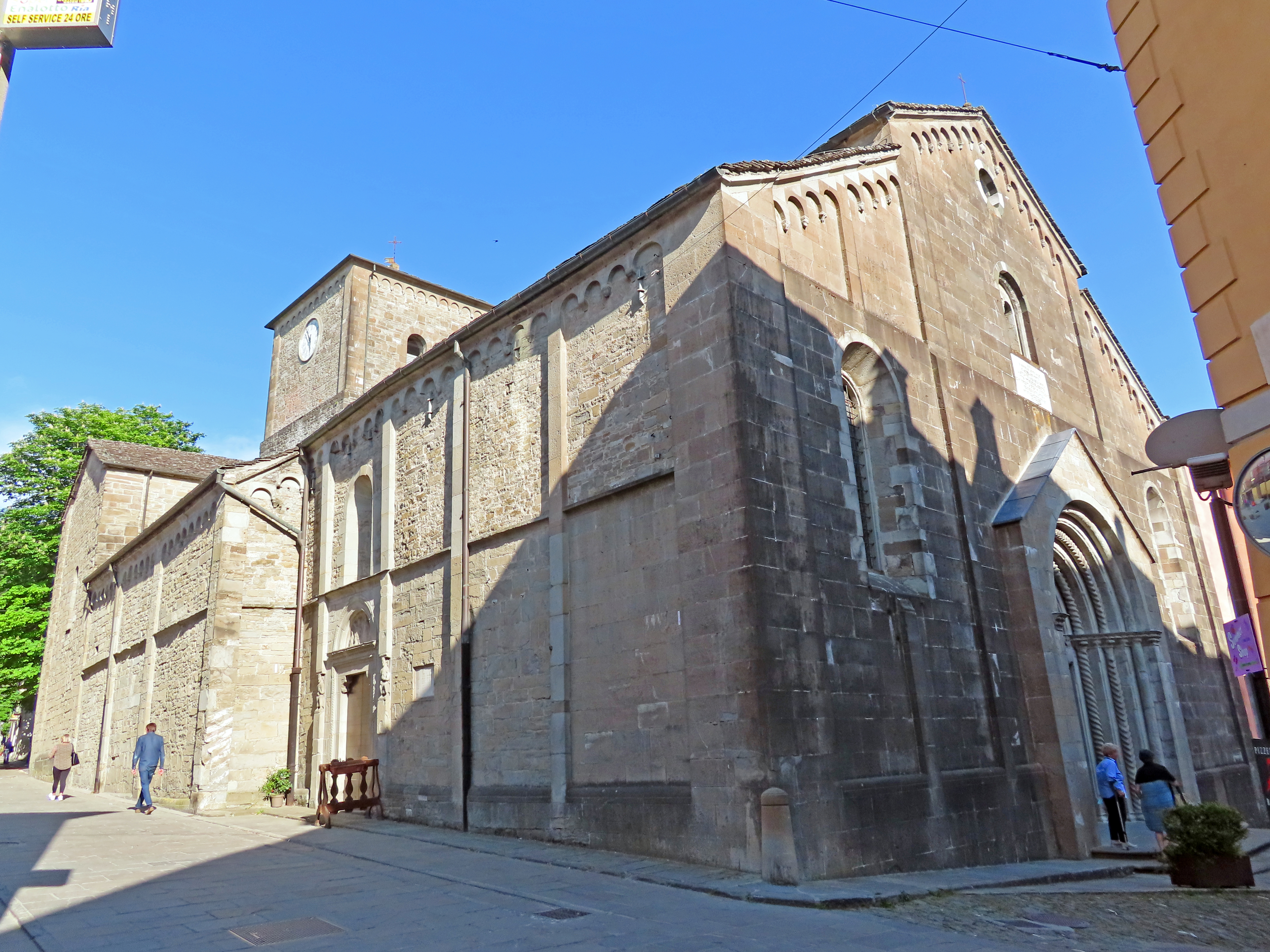
Facciata e lato nord

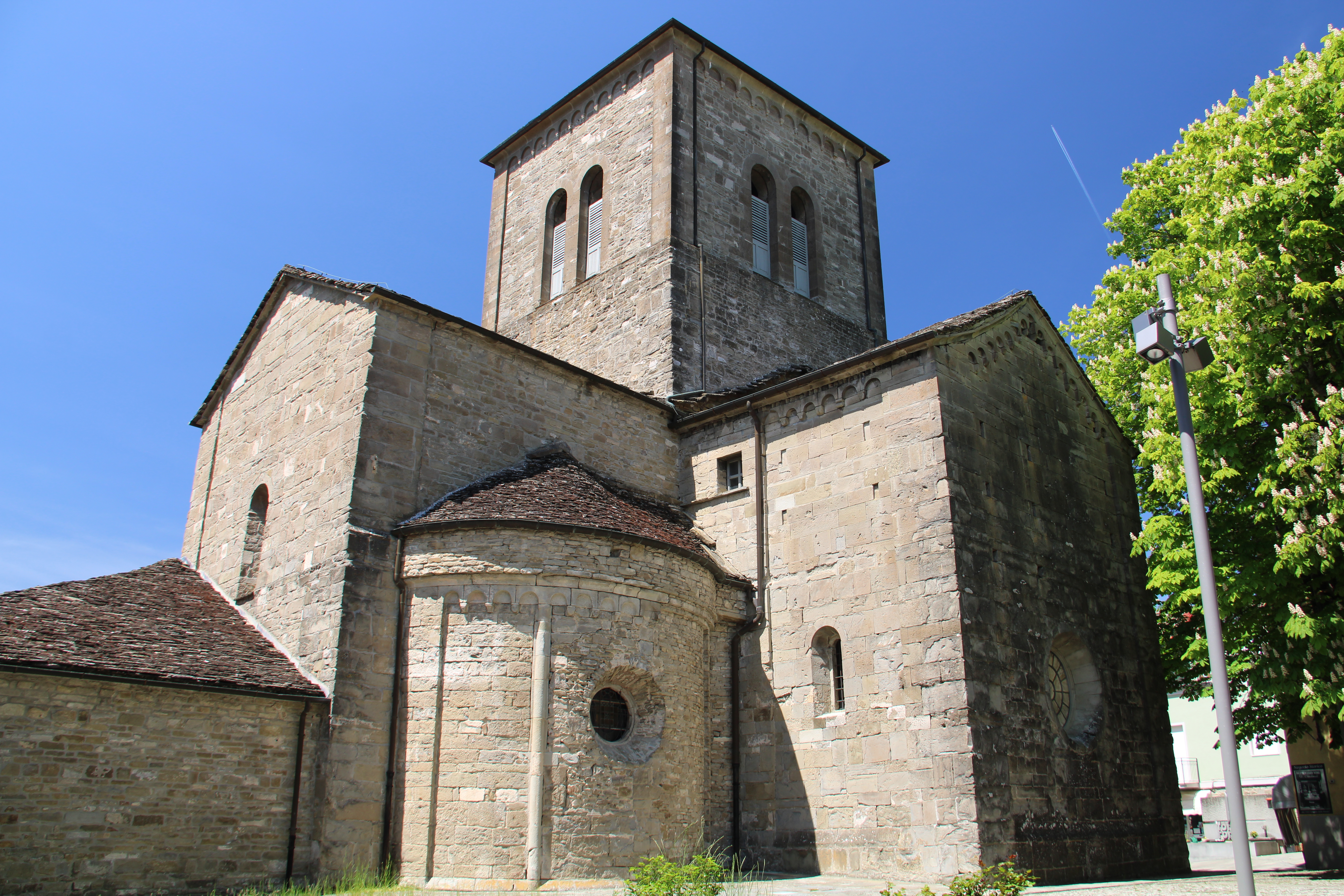
Retro e transetto sud

La chiesa si sviluppa su una pianta a croce latina, con tre navate, transetto e tre absidi.
La facciata a capanna, ottocentesca, è caratterizzata da un piccolo rosone in sommità, una bifora sottostante e due alte monofore ai lati del maestoso portale strombato, che, risalente alla ristrutturazione rinascimentale, presenta una successione di colonnine e archi polistili. La lunetta centrale, di epoca romanica e forse di scuola pre-antelamica, è imperniata sul tema del riscatto dal peccato; per questo le sculture in rilievo raffigurano al centro Gesù Cristo crocifisso, alla sua sinistra Maria, san Giovanni (o sant'Abbondio martire) e san Moderanno ed alla sua destra il centurione che ne trafigge il costato e un giovane che raccoglie il sangue versato in una coppa. Al di sotto, l'architrave, riccamente scolpito con altorilievi che rappresentano figure umane e animali fantastici, è sostenuto da due telamoni, che raffigurano l'ascolto e l'udito.

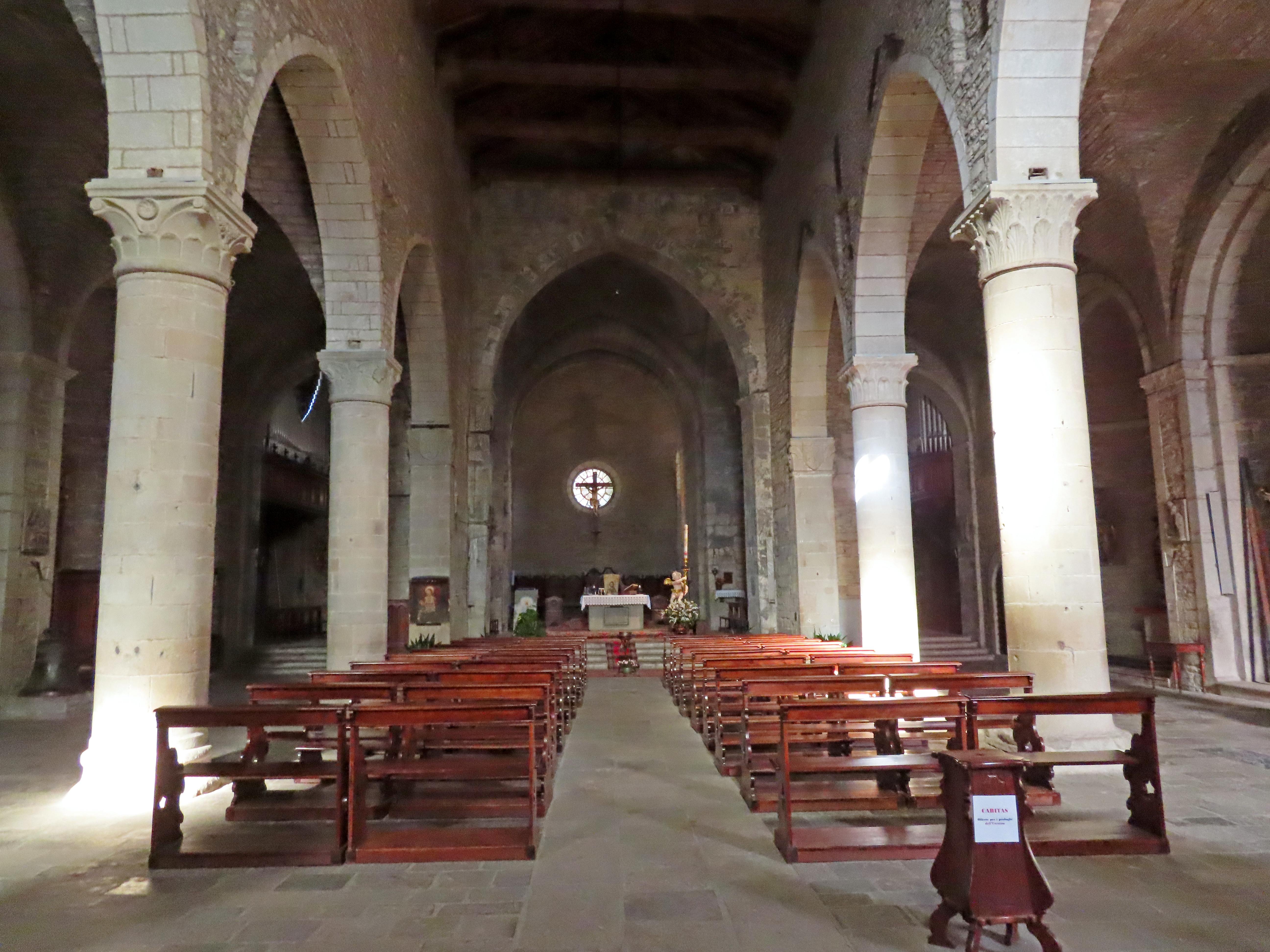
Navata centrale

I vari prospetti, interamente rivestiti, come la facciata, in arenaria, sono arricchiti da archetti sottogronda, con sculture e metope, di varie epoche; il lato settentrionale e la parte absidale, realizzati in epoca romanica come la parte basamentale del campanile (o tiburio), si distinguono per la presenza di alcune sculture a figura intera collocate all'interno degli archetti. Il portale secondario, risalente al XII secolo, è caratterizzato dalla lunetta dell'Adorazione dei Magi, con un affresco datato 1198; ai lati si trovano due sculture raffiguranti, in posizione seduta, san Pietro e san Paolo, i cui sepolcri a Roma costituivano la meta dei pellegrinaggi medievali.

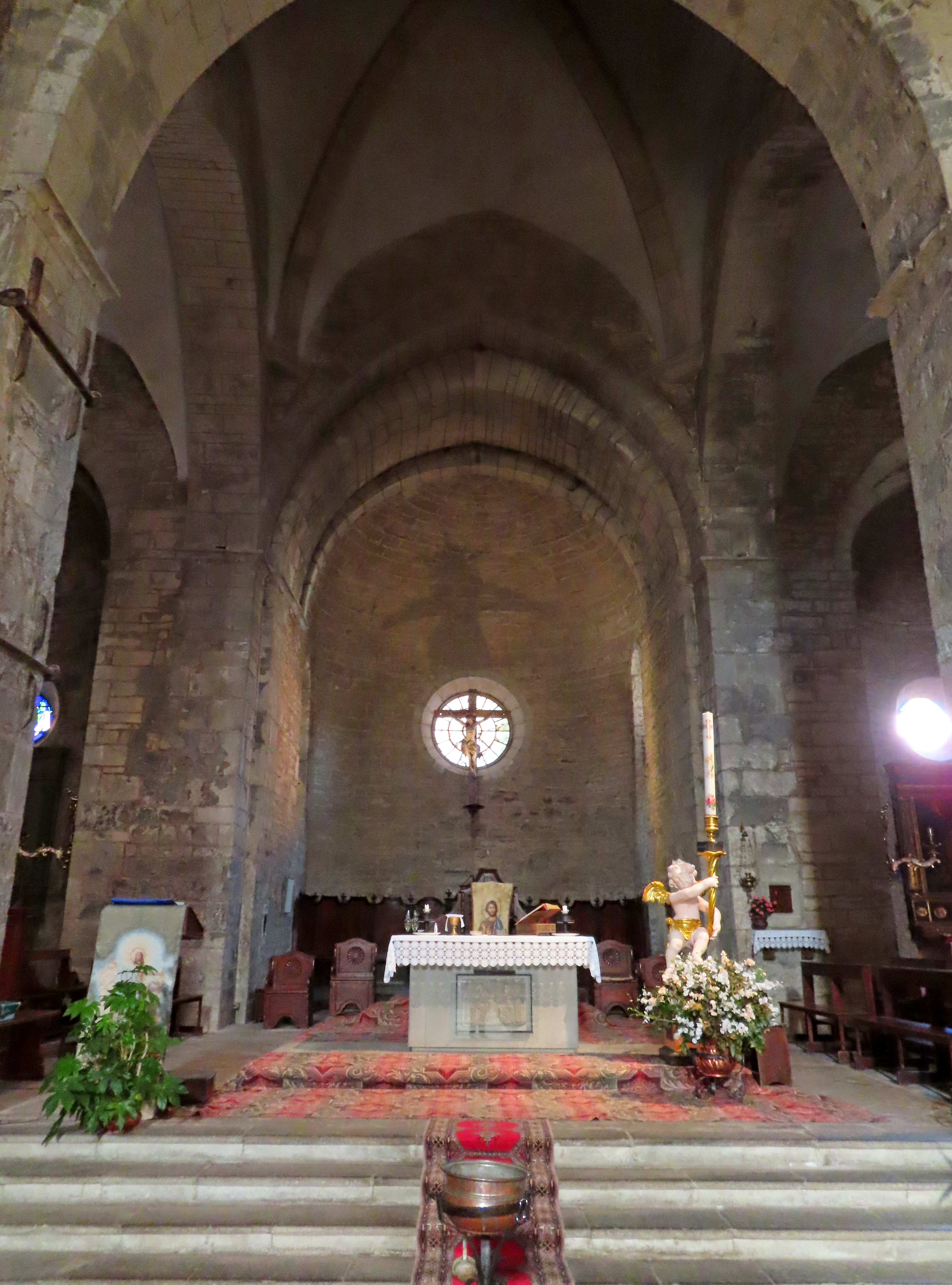
Presbiterio

L'interno, rimaneggiato durante la ristrutturazione rinascimentale, cui rimandano i numerosi simboli del leone rampante disseminati nella chiesa, è caratterizzato dal solenne colonnato in pietra, con capitelli diversi l'uno dall'altro, a sostegno delle arcate a sesto acuto; in sommità sono visibili le capriate lignee di copertura; i due pilastri del presbiterio, di maggiori dimensioni, risalgono alla chiesa medievale.

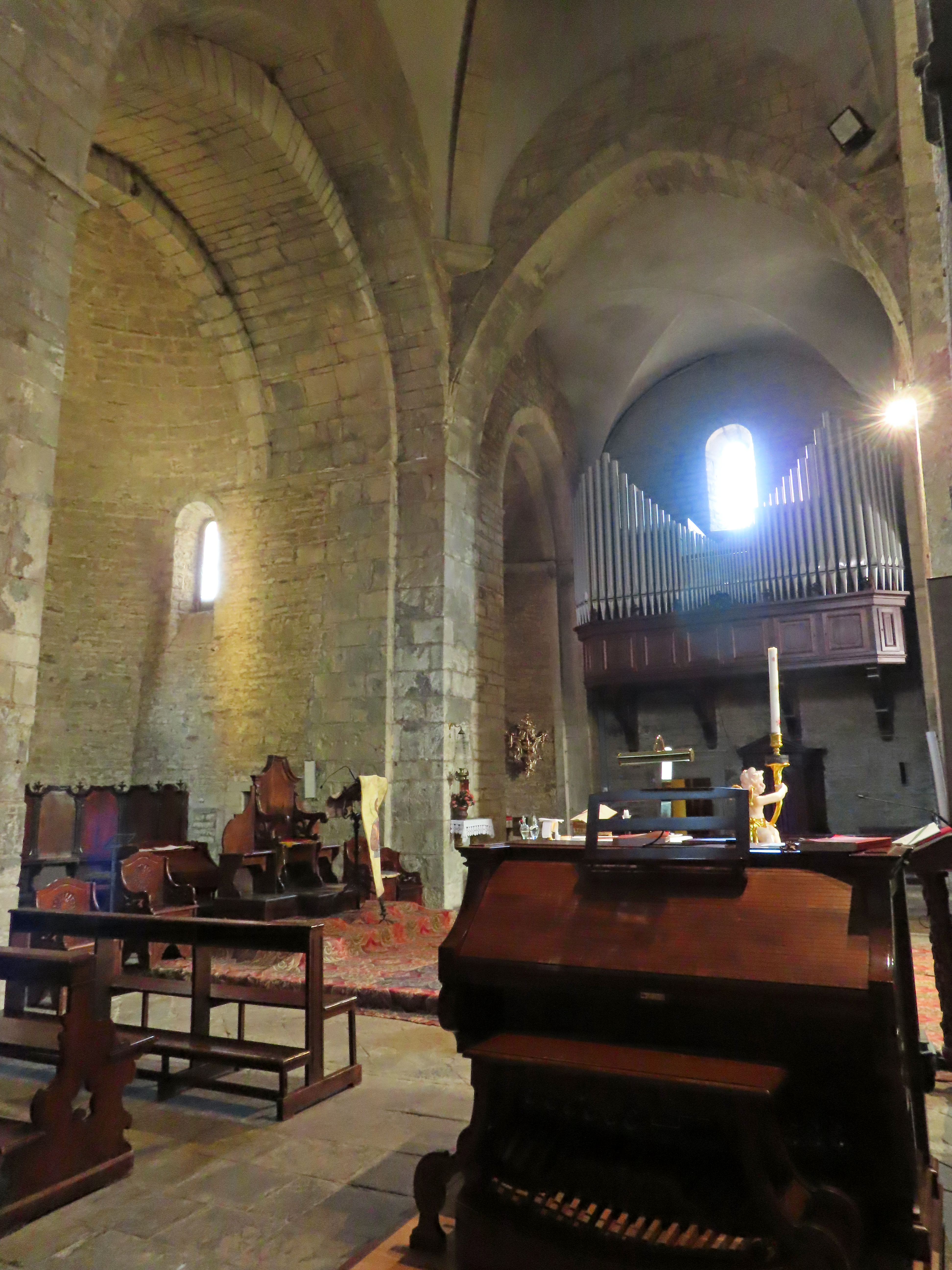
Transetto destro

Nella navata sinistra è collocata la medievale arca di San Boccardo, sarcofago in marmo bianco sostenuto da quattro colonnine, che dovrebbe contenere le spoglie di san Burcardo, vescovo di Würzburg; realizzata nel 1355 per volere dell'imperatore Carlo IV, come attestato dall'iscrizione nella cimasa triangolare posizionata in sommità, fu ricomposta nel 1916 dall'architetto parmigiano Lamberto Cusani.
All'interno del presbiterio, risalente alla chiesa medievale, sono collocate due casse quattrocentesche, contenenti le ossa di san Moderanno e di sant'Abbondio martire. Al centro dell'altare maggiore è incastonato un pluteo longobardo dell'VIII secolo, con un bassorilievo raffigurante una croce contornata da due pavoni, simboli di immortalità, che bevono da due calici.
All'interno della chiesa si trovano anche alcune pale seicentesche, un crocifisso settecentesco ed un dipinto raffigurante la Madonna col Bimbo e santi Francesco, Margherita da Cortona e Vincenzo Ferreri del pittore settecentesco Paolo Ferrari.

## Museo del duomo

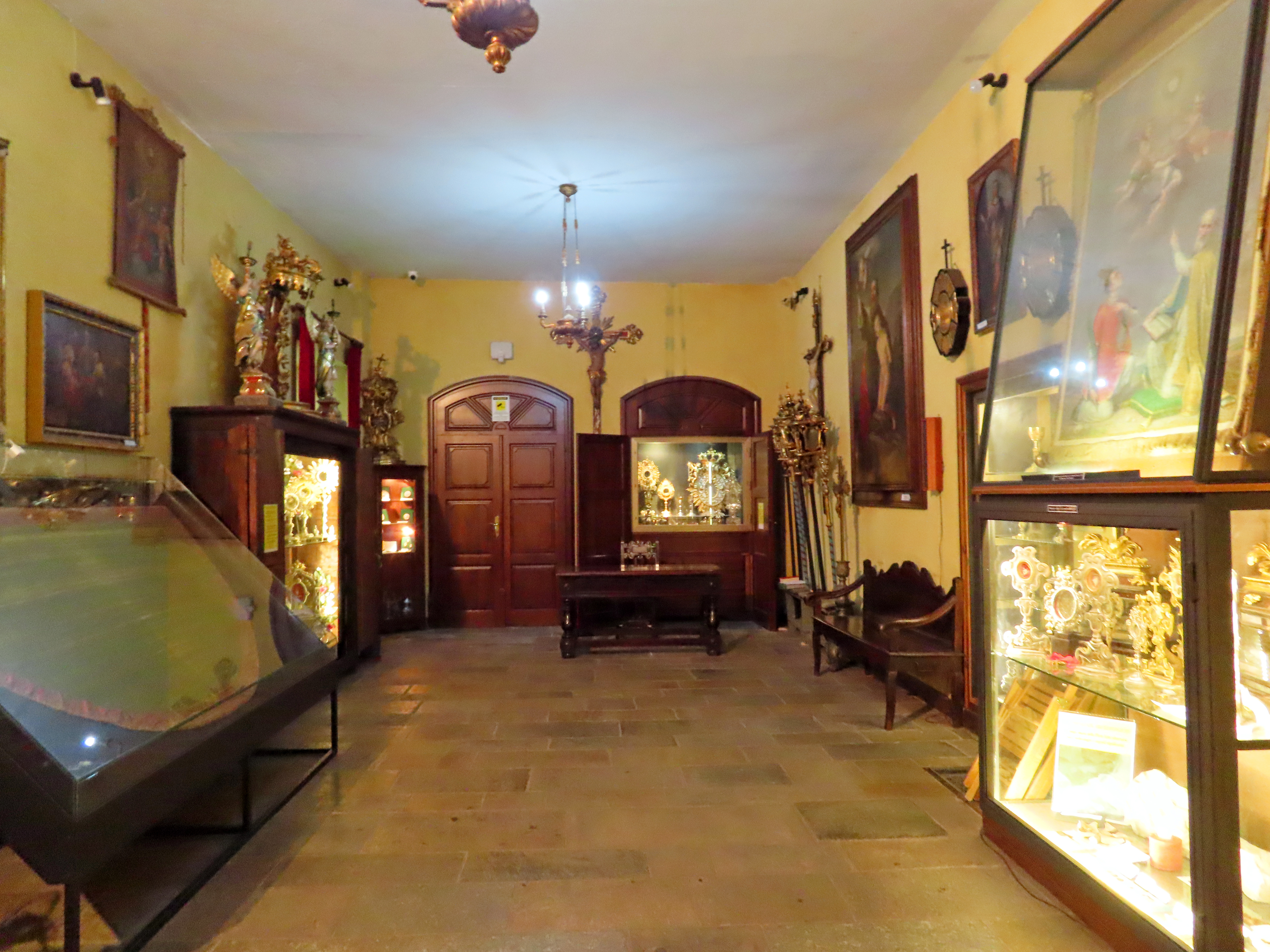
Museo del duomo

All'interno della settecentesca cappella di Sant'Apollonia, in origine occupata probabilmente dal battistero, sorge il piccolo museo, che contiene, all'interno di vetrine e teche, alcuni reperti di notevole importanza, molti dei quali pervenuti nei secoli grazie all'importanza del luogo.
Tra i beni più preziosi si conserva il "Piviale di San Moderanno", stoffa lucchese forse risalente al XII secolo, ma che la tradizione vuole appartenesse al santo; realizzato in raso di seta verde su fodera bianca in lino, è arricchito solamente da una guarnizione a nastro rossa.
Il pezzo più raro è tuttavia un antichissimo calice di vetro, scoperto durante i lavori di consolidamento del 1971; fu ritrovato sotto il presbiterio all'interno di una tomba, priva di insegne, antecedente l'XI secolo; il raffinato oggetto, perfettamente integro nonostante l'estrema fragilità, è realizzato in un vetro sottilissimo con riflessi iridescenti; fu realizzato saldando insieme con gocce di vetro piede, gambo e coppa.